# Ferrovia del Pelion
La ferrovia del Pelion è una linea a scartamento ridotto da 600 mm della Grecia che collegava la stazione ferroviaria di Volo a Milea nell'entroterra della Tessaglia. Dismessa negli anni settanta, è stata parzialmente riaperta al traffico turistico nel 1996 tra Ano Lechonia e Milea.

## Storia

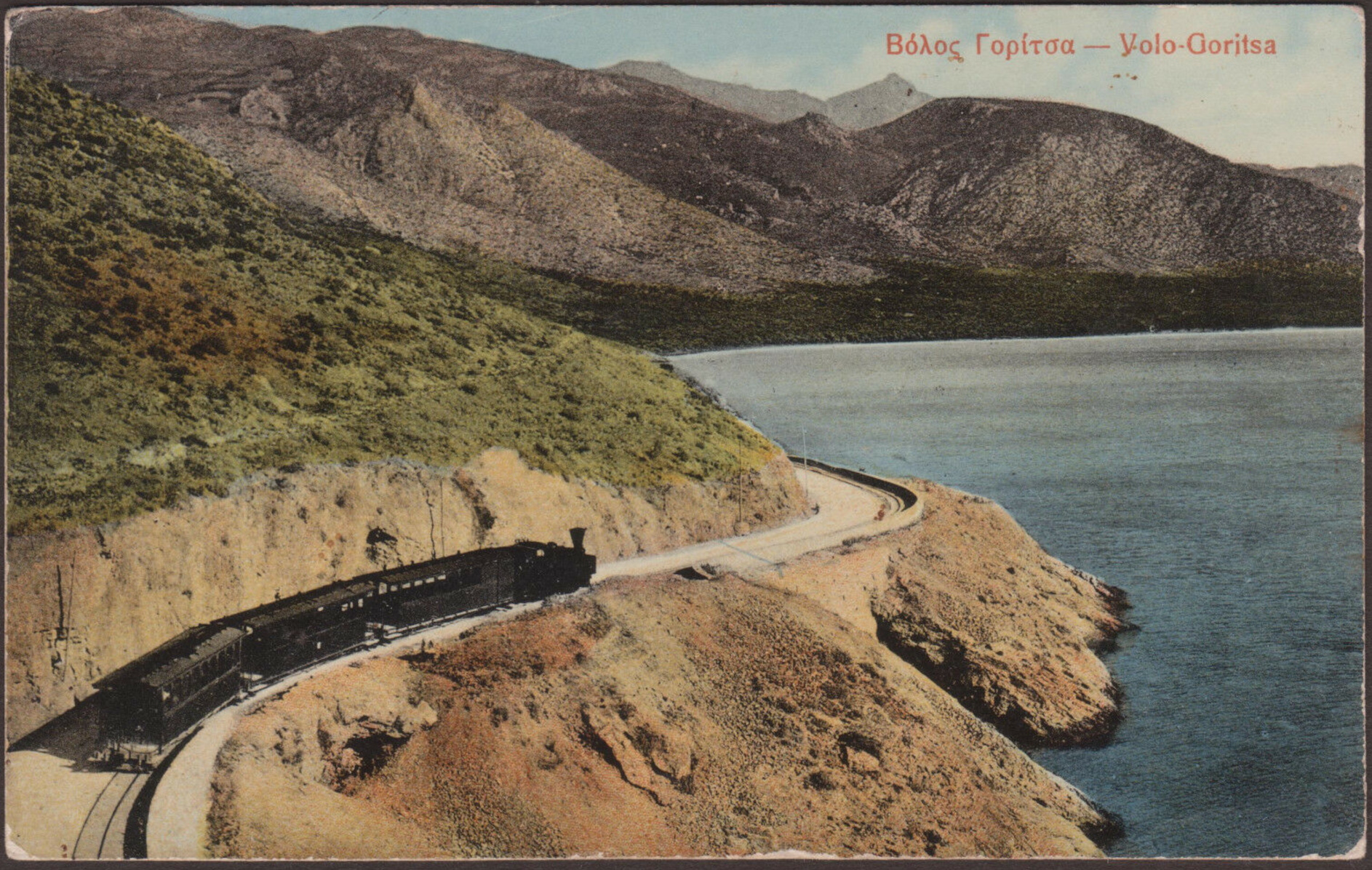
Un convoglio nei pressi di Goritsa nel 1913

La piccola ferrovia ebbe origine nell'ultimo decennio del XIX secolo; nel 1890 venne dato incarico, all'ingegnere siciliano Evaristo De Chirico, direttore generale delle Ferrovie della Tessaglia, di progettare un collegamento di tipo economico a scartamento ridotto, tra il porto di Volo e l'entroterra tessalico. Lo scopo era quello di promuovere lo sviluppo dell'area essenzialmente agricola facilitandone il trasporto dei prodotti. La stazione terminale venne prevista a Milea. La scelta si orientò verso lo scartamento decauville di 600 mm che permetteva, con le sue strettissime curve di inserirsi senza troppe opere d'arte nella tormentata orografia della regione del Monte Pelion. L'incarico di dirigere i lavori di costruzione venne dato all'impresa dello stesso De Chirico che stabilitosi a Volo ivi ebbe la nascita del celebre figlio Giorgio; i lavori iniziarono nel 1892 e si conclusero nel 1895 con l'inaugurazione del tratto di 12 km tra Volo e Ano Lechonia. Per l'inaugurazione del secondo tratto fino a Milea, tuttavia, si dovette attendere il 1903. La linea venne esercita con trazione a vapore; vennero acquisite 4 automotrici a vapore per il servizio viaggiatori e 4 locotender di costruzione francese per il servizio merci. Dall'apertura del secondo tratto vennero poi sussidiate da ulteriori 5 locotender di costruzione belga.
Durante la seconda guerra mondiale la linea venne danneggiata seriamente in seguito alla ritirata delle truppe tedesche; successivamente riattivata cominciò a subire la concorrenza del trasporto stradale così venne dismessa il 1º agosto del 1971. Negli anni novanta venne ricuperata una coppia di locotender e restaurata e nel 1996 venne riaperta a scopo turistico la tratta interna tra Ano Lechonia e Milea.
Una caratteristica singolare della ferrovia è quella di avere origine in una stazione, Volo, in cui dal 1960 fino al 1999 coesistettero ben tre scartamenti: 600 mm della ferrovia, 1.000 mm della Volo-Kalambaka (dal 1999 a scartamento normale) e 1.435 mm della Volo-Larissa (a scartamento metrico fino al 1960 quando le ferrovie dello stato l'adeguarono a quello standard). La ferrovia si avvale per l'esercizio corrente di due locomotive diesel a due assi di fabbricazione tedesca la cui cassa simula la sagoma di una locomotiva a vapore.

## Caratteristiche

### Percorso

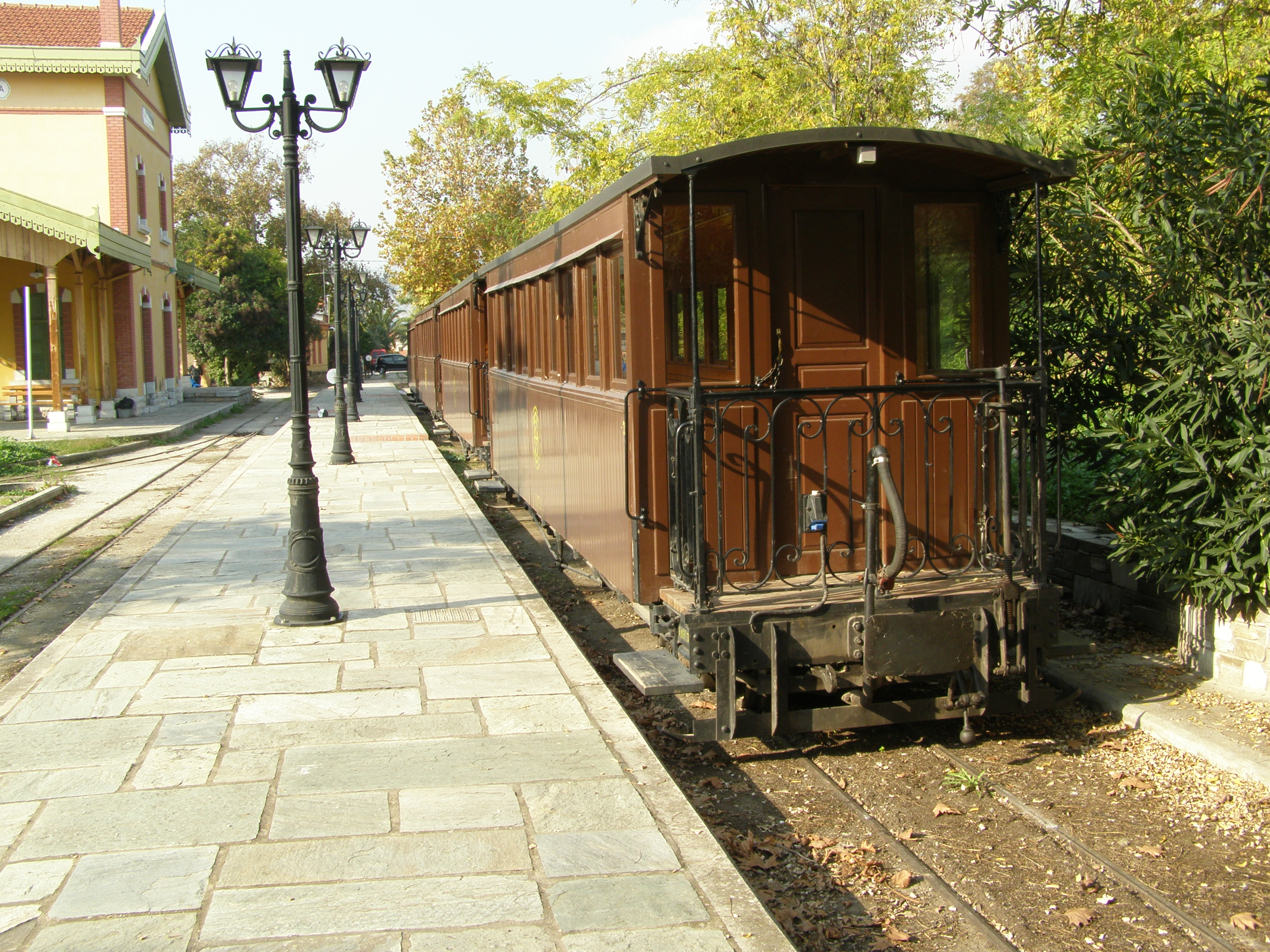
Carrozze in sosta nella stazione di Ano Lechonia

|  |  |

|  | Unknown route-map component "exCONTg" |

| Unknown route-map component "CONTgq" | Unknown route-map component "xABZg+r" |

| Unknown route-map component "exKBSTaq" + Unknown route-map component "HUBrg-R" | Unknown route-map component "eABZg+r" + Unknown route-map component "HUBlg-L" |

| Unknown route-map component "HUBlf-R" | Unknown route-map component "KHSTxe" + Unknown route-map component "HUBrf-L" |

| Unknown route-map component "exENDEaq" | Unknown route-map component "exABZgr" |

|  | Unknown route-map component "exHST" |

|  | Unknown route-map component "exHST" |

|  | Unknown route-map component "exHST" |

|  | Unknown route-map component "exHST" |

|  | Unknown route-map component "KHSTxa" |

| Unknown route-map component "d" | Unknown route-map component "dWASSERq" | Unknown route-map component "hKRZWae" |

| Unknown route-map component "ENDEaq" + Unknown route-map component "HUBrg-R" | Junction both to and from right + Unknown route-map component "HUBlg-L" |

| Unknown route-map component "HUBlf-R" | Unknown route-map component "KHSTxe" + Unknown route-map component "HUBrf-L" |

| Unknown route-map component "d" | Unknown route-map component "dWASSERq" | Unknown route-map component "exWBRÜCKE1" |

|  | Unknown route-map component "exHST" |

| Unknown route-map component "HUBrg-R" | Unknown route-map component "KHSTxa" + Unknown route-map component "HUBlg-L" |

| Unknown route-map component "ENDEaq" + Unknown route-map component "HUB-R" | Junction both to and from right + Unknown route-map component "HUB-L" |

| Unknown route-map component "KBSTaq" + Unknown route-map component "HUBlf-R" | Unknown route-map component "ABZgr" + Unknown route-map component "HUBrf-L" |

|  | Unknown route-map component "hSTRae" |

|  | Stop on track |

|  | Enter and exit tunnel |

|  | Unknown route-map component "eHST" |

|  | Unknown route-map component "eHST" |

|  | Unknown route-map component "hSTRae" |

|  | End stop |

## Materiale rotabile
| Numero | Rodiggio | Unità | Fabbricazione                             | Modello | Potenza (HP) | Anno acquis/dismis | Immagine | Note              |
| ------ | -------- | ----- | ----------------------------------------- | ------- | ------------ | ------------------ | -------- | ----------------- |
|        | 0-4-0 T  | 3     | Weidknecht                                |         |              | 1892/?             |          |                   |
|        | 0-4-0 T  | 1     | Weidknecht                                |         |              | 1892/?             |          |                   |
|        | 1-3-0 T  | 2     | Société Anonyme la Métallurgique (Tubize) |         |              | 1909               |          |                   |
|        | 1-3-0 T  | 3     | Haine St. Pierre                          |         |              | 1912/?             |          |                   |
|        | 0-2-0 T  | 2     | Decauville                                |         |              | 1912/?             |          |                   |
|        | 1-3-0 T  | 1     | Baldwin                                   |         |              | 1917/1950          |          |                   |
| A1, A2 | B        | 2     | Schoema                                   |         |              | 1999               |          | Locomotive diesel |